# Корченов Костянтин Борисович
Костянтин Борисович Корче́нов (2 грудня 1905, Воронеж — 3 грудня 1971, Одеса) — український радянський архітектор.

## Біографія
Народився 19 листопада [2 грудня] 1905 року у Воронежі (нині Росія) у родині безземельних селян, які переїхали до міста. Його батько працював пожежником, мати — прачкою. 1916 року закінчив трикласну парафіяльну школу, потім один рік провчився у Вищому початковому училищі. Потім п'ять років працював на різних роботах, після чого, за відрядженням профспілок вступив на живописний факультет до Одеського художнього інституту. Після закінчення на загальному курсі програми середньої освіти та дійшовши до четвертого курсу, на початку 1929 року перейшов на архітектурний факультет. 1932 року закінчив Одеський інститут інженерів цивільного та комунального будівництва за спеціальністю інженера-архітектора з планування міст.
Після здобуття фахової освіти працював у Одеському відділенні інституту «Діпромісто», брав участь у проєктуванні реконструкції Одеси та Сталіно. Упродовж 1937—1939 років виконував проєкти з реконструкції Одеси в архітектурно-планувальному управлінні Міськкомунгоспу. Згодом в одеському інституті «Діпроводтранс» обіймав посаду головного архітектора проєкту, займався як плануванням міст, так і об'ємним проєктуванням цивільних і промадських споруд для низки міст Чорноморсько-Азовського узбережжя. 1940 році на конкурсі проєктів пам'ятника Карлу Марксу на площі Карла Маркса в Одесі творча група у складі Костянтина Корченова, Валентина Фельдштейна та А. С. Назарець і скульптора Григорія Теннера посіла перше місце. У зв'язку з німецько-радянською війною проєкт не було здійснено.
Під час війни, у складі співробітників Чорноморпроєкту, спочатку працював у Ростові та Махачкалі, а з кінця 1943 року — у Сухумі, займаючись проєктами відновлення зруйнованих портів. 16 квітня 1944 року повернувся до Одеси. Був нагороджений медаллю «За доблесну працю у Великій Вітчизняній війні». Член ВКП(б) з 1946 року.
У 1950–1960-х роках очолював Одеський обласний відділ з будівництва та архітектури. Завдяки йому пам'ятник Арману де Рішельє не був замінений на пам'ятник Володимиру Леніну, а пам'ятник князю Воронцову — на монумент на честь Радянської армії. З 1959 року і до смерті мешкав в Одесі у будинку Спеціального конструкторського бюро спецстанків на проспекті Українських Героїв. Помер в Одесі 3 грудня 1971 року.

## Споруди
За період творчої діяльності виконав понад 150 проєктів, у тому числі близько ста було здійснено. Серед реалізованих проєктів
- аеровокзал у Батумі (1938);
- дитячий санаторій в Одесі (1938);
- житловий будинок на вулиці Телеграфній у Ізмаїлі (1944);
- комплекс будівель будинку відпочинку та дитячого табору в Миколаєві (1949);
- машино-будівний технікум в Одесі (1950);
- житловий будинок на вулиці Великій Арнаутській № 89 в Одесі (1950-ті);
- житловий комплекс у Іллічівську (1955).